# Белоснежка и Алоцветик

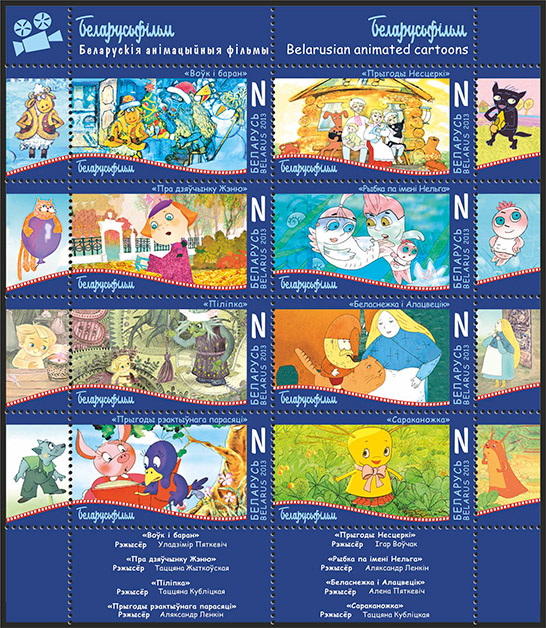
Мультфильм «Белоснежка и Алоцветик» на блоке почтовых марок с мультфильмами «Беларусьфильм»

«Белоснежка и Алоцветик» (укр. Беласнежка і Алацвецік) — белорусский мультипликационный фильм, снятый на киностудии «Беларусьфильм» по заказу Министерства культуры Республики Беларусь.

## Сюжет
Один королевич (принц) почти всю свою жизнь проводил в седле коня, охотясь на птиц. Его отец переживал, бродя по залу с чучелами птиц, что сын его никак не женится.
Как-то королевич снова отправился на охоту и очутился во владениях лесного гнома по имени Темплетех. При попытке убить птицу, которой ещё не было в коллекции принца, его остановил этот сказочный человечек и попытался объяснить, что охота в этих местах запрещена. Но его слова только разъярили гордого королевича, который пренебрег обычаями местного царя-хранителя птиц и зверей Темплетеха. В наказание за неучтивость на сына короля было наложено заклятие, и он превратился в медведя.
В своем новом облике королевич попытался вернуться во дворец к отцу, но никто его там не узнал. После этого медведю-королевичу пришлось долго скитаться по лесу, пока в зимнюю ночь он не набрёл на дом вдовы, в котором жили две её дочери — Алоцветик и Белоснежка. Они пожалели замерзшее животное, а домашний уют, гостеприимство и милосердие сестёр согрели душу несчастного принца. Женщины посчитали медведя не простым, а учёным: он играл с детьми, убирал во дворе снег, носил из леса хворост.
Спустя некоторое время медведь ушел в лес за валежником и больше не возвращался. Сёстры пошли искать его, но нашли только шапочку гнома, которую вернули ему, а он подарил девушкам изумруд, ставший светлячком. После этого волшебный старичок сделал так, что Алоцветик очутилась в своём доме у матери, а Белоснежка — на дворе короля. Во дворце она увидела знакомого медведя и попросила короля отпустить его, обещая выйти за него замуж. А появившийся тут же гном волшебным образом вернул медведю облик королевича. Обрадовавшийся король повёл их под венец.
«Алоцветик так и не встретила своего принца, жила она скромно с мамой, и никто не знал, что эта девушка — кровная сестра самой королевы!»

## Съёмочная группа
Над фильмом работали:
- Сценарист: Дмитрий Якутович
- Режиссёр-постановщик: Елена Петкевич[3]
- Художник-постановщик: Лариса Орлова
- Композитор: Софья Петкевич[4]
- Звукорежиссёры: Владимир Суходолов, Виктор Морс
- Редактор: Дмитрий Якутович
- Художники-аниматоры: Виталий Бобровский, Валерий Козлов, Ольга Коршакевич, Александр Миранович, Николай Ярунин, Игорь Клещук, Светлана Саевец
- Роли озвучивали: Александр Такчёнок, Игорь Сидорчик, Татьяна Чердынцева, Анастасия Волчек, Юлианна Михневич, Максим Брагинец
- Директор: Ольга Оноприенко